# Ediciones El Jueves
Ediciones El Jueves, S. A. es una editorial española de cómics, ubicada en Barcelona. Fue fundada por Gin, José Luis Martín y Óscar en 1982 en torno a la revista homónima. Además de esta y otras revistas, edita álbumes monográficos que recopilan sus series más populares, entre otros productos.

## Trayectoria
Gin, José Luis Martín y Óscar compraron la revista en la que trabajaban, El Jueves, al Grupo Zeta.
Un año después iniciaron con un volumen dedicado a Martínez el Facha la colección de álbumes monográficos Pendones del Humor, en sustitución de la que el Grupo Zeta editaba bajo el encabezado de El Jueves - Suplemento mensual. Intentaron también producir otras revistas, como Titanic (1983) y HDiosO (1986), de escaso éxito.
En el verano de 1992 lanzó al mercado la revista Puta Mili aprovechando el tirón de la popular serie de Ivá y que aguantaría todo un lustro en el mercado. Menos éxito tuvo Telele, dedicada a la actualidad televisiva española, con solo seis números publicados entre octubre y noviembre de 1994.
En 2000, reinició su colección de monográficos recopilatorios con el nombre de Nuevos Pendones del Humor y el segundo álbum dedicado a Para ti, que eres joven.
En el año 2003 apareció El Jueves Campus, un suplemento del periódico 20 minutos con varias historietas, habitualmente centradas en el mundo del estudiante, y que se reparte gratuitamente el segundo jueves de cada mes en zonas universitarias. También inicia dos colecciones antológicas: Lo más mejor, dedicada a las series de su propia editorial, y Humor del día, a la obra publicada en diversos periódicos por los humoristas gráficos españoles (Forges, Gallego y Rey, Miquel Ferreres, Toni Batllori, etc.)
En octubre de 2004 empezó a distribuirse (el primer número, con el número extra de El jueves sobre Estados Unidos, n.º 1.428) "la otra revista que sale los miércoles", Mister K, orientada a un público infantil y juvenil. Duraría 55 números, hasta diciembre de 2006, aportando series como Carlitos Fax y Harry Pórrez.
En 2005, Antoni Guiral publica el primero de sus libros teóricos para esta editorial: Cuando los cómics se llamaban tebeos: La escuela Bruguera (1945-1963).
En 2006, en colaboración con el grupo El Terrat, fundó la revista BF, dedicada al programa diario de la televisión dirigido por el presentador Andreu Buenafuente. 
En diciembre de 2006, el grupo editorial RBA adquiría el 60% del sello.
En 2008 publican la colección "Luxury Gold Collection" que cuenta con libros en tapa dura de las mejores historietas de los personajes en su mejor edición.